# Sítios dos Dólmenes de Gochang, Hwasun, e Ganghwa
Os Gochang, Hwasun, e Ganghwa são sítios na Coreia do Sul onde se encontram centenas de dólmenes que serviram para marcar sepulturas e para fins rituais durante o primeiro milénio a.C., quando a cultura megalítica estava proeminente na península da Coreia. Os sítios foram declarados Património Mundial da Unesco em 2000.

## Gochang
Este grupo de dólmenes é o maior e o mais variado. São conhecidos como os dólmenes de Jungnim-ri e estão concentrados na aldeia de Maesan. Foram construídos aos pés de uma série de colinas a uma altitude que vai de 15 a 50 metros. Acredita-se que este grupo foi construído por volta do século VII a.C..

## Hwasun
Também este grupo de dólmenes se localizam aos pés de uma série de colinas e seguem o rio Jiseokgang. O grupo de Hyosan-ri contem 158 dólmenes e o de Dasin-ri tem 129. Estes dólmenes não estão tão bem preservados como os do grupo de Jungnim-ri. A pedreira da qual foram extraidas as pedras deste grupo foi localizada. Este grupo data do século século V ou VI a.C..

## Ganghwa
Este grupo de dólmenes localiza-se na ilha Ganghwa. Acredita-se que estes dólmenes são os mais antigos porque os grupos de Bugun-ri e Cocheon-ri lembra o antigo dólmen. Contudo, ainda não foi provado.